# Gravesham
Gravesham is een Engels district in het shire-graafschap (non-metropolitan county OF county) Kent en telt 106.000 inwoners. De oppervlakte bedraagt 99 km².
Van de bevolking is 15,3% ouder dan 65 jaar. De werkloosheid bedraagt 3,5% van de beroepsbevolking (cijfers volkstelling 2001).

## Plaatsen in district Gravesham
- Gravesend

## Civil parishesin district Gravesham
- Cobham
- Higham
- Luddesdown
- Meopham
- Shorne
- Vigo